# Geonoma monospatha
Geonoma monospatha är en enhjärtbladig växtart som beskrevs av De Nevers. Geonoma monospatha ingår i släktet Geonoma och familjen Arecaceae. Inga underarter finns listade i Catalogue of Life.